# Mikko Eloranta
Mikko Eloranta, född 24 augusti 1972 i Aura, är en finsk ishockeyspelare.
Eloranta har tidigare spelat för Boston Bruins och Los Angeles Kings i NHL. Han spelar nu i Schweiz för SC Rapperswil-Jona, men skrev 2007 på för Malmö Redhawks.